# Струпів
Струпів (рос. Струпов) — річка в Україні й Білорусі у Городнянському й Гомельському районах Чернігівської й Гомельської областях. Права притока Немильні (басейн Дніпра).

## Опис
Довжина річки 18 км, площа басейну водозбору 42,0 км², найкоротша відстань між витоком і гирлом — 14,72 км, коефіцієнт звивистості річки — 1,22. Формується багатьма безіменними струмками та загатами. Річка повністю каналізована.

## Розташування
Бере початок на південно-західній стороні від села Карпівка. Тече переважно на північний захід понад горою Пінчукова (164,2 м), через урочище Острів заболоченою місциною та село Зимній (Гомельський район). На північно-західній стороні від села Подобрянка (Гомельський район) впадає в річку Немилянку, ліву притоку річки Сож.

## Цікаві факти
- Від гирла річки на південно-західній стороні на відстані приблизно 11,88 км проходить автошлях М01[3] (автомобільний шлях міжнародного значення на території України. Проходить територією Київської і Чернігівської областей, а також міста Києва. Збігається з частиною Європейського автомобільного шляху E95 (Санкт-Петербург — Київ — Одеса — Самсун — Мерзіфон) та частиною Європейського автомобільного шляху E101 (Москва — Брянськ — Глухів — Київ). Частина Пан'європейського транспортного коридору № 9.).